# Anthony Choy
Jorge Anthony Choy Montes (sinh ngày 20 tháng 10 năm 1961) nổi tiếng với cái tên Tiến sĩ Anthony Choy, là một luật sư, nhà báo điều tra và nhà UFO học người Peru. Đồng thời còn là người dẫn chương trình phát thanh Viaje a otramensión, Chủ tịch Hiệp hội UFO học Peru (APU). Ông từng là nghiên cứu viên làm việc tại Cục Điều tra Hiện tượng Dị thường Không trung của Không quân Peru.

## Tiểu sử
Anthony Choy chào đời vào tháng 10 năm 1961 tại Lima. Ông theo học Luật tại Đại học San Martín de Porres và năm 1989 xuất bản cuốn sách đầu tiên của mình nhan đề Pureza del Fuego, được CONCYTEC (Hội đồng Khoa học và Công nghệ Quốc gia) tài trợ. Sau khi tốt nghiệp, ông liên tiếp thi lấy bằng thạc sĩ ngành giao tiếp xã hội tại Đại học Công giáo Peru và bằng thạc sĩ quốc phòng và phát triển hàng không vũ trụ tại Học viện Không chiến Không quân Peru. Từ năm 1999, song song với nghề luật sư, ông bắt đầu tìm hiểu và nghiên cứu về hiện tượng UFO tại Peru.
Khi Cục Điều tra Hiện tượng Dị thường Không trung của Không quân Peru (viết tắt OIFFA, hiện nay gọi là DIFFA) được thành lập vào tháng 12 năm 2001, ông đảm nhận công việc nghiên cứu viên kiêm cố vấn của cơ quan này, chịu trách nhiệm điều tra Sự kiện Chulucanas ở Piura, đây là cuộc điều tra chính thức đầu tiên được tiết lộ về UFO trong nước. Kể từ đó ông vẫn tiếp tục là nhà bình luận chính trong nước và quốc tế về chủ đề này.
Năm 2008, ông tham gia Hội nghị chuyên đề thường niên về UFO quốc tế lần thứ 39 do Mạng lưới UFO Song phương (MUFON) tổ chức. Năm 2009, ông trở thành sáng lập viên của nhóm "Dự án 33" chuyên điều tra các hiện tượng siêu nhiên. Năm 2013, ông được mời tham dự Phiên điều trần Công dân Giải mật Hiện tượng UFO (CHD) tổ chức tại thủ đô Washington, D.C. nước Mỹ với tư cách là nhân chứng.
Năm 2016, Choy kể lại rằng chính ông đã tận mắt chứng kiến một sinh vật chiếu ánh sáng màu xanh dương ở gần một trạm xăng tại Pachacamac.